# Dienis Chłystow
Dienis Władimirowicz Chłystow, ros. Денис Владимирович Хлыстов (ur. 4 lipca 1979 w Ufie) – rosyjski hokeista, trener.

## Kariera zawodnicza
- Saławat Jułajew Ufa (1999-2006)
- Nieftiechimik Niżniekamsk (2006-2008)
- Mietałłurg Magnitogorsk (2008-2012)
- Saławat Jułajew Ufa (2012-2016)
- Jugra Chanty-Mansyjsk (2016)
- Ak Bars Kazań (2016-2017)

Wychowanek i od maja 2012 roku ponownie zawodnik Saławat Jułajew Ufa. Podpisał wówczas trzyletni kontrakt. Od sierpnia do końca listopada 2016 zawodnik Jugry Chanty-Mansyjsk. Od grudnia 2016 zawodnik Ak Barsu Kazań.

## Kariera trenerska
- Tołpar Ufa (2017-2018), asystent trenera[4]
- Toros Nieftiekamsk (2018-2019), asystent trenera
- Tołpar Ufa (2019-2020), asystent trenera[5]

## Sukcesy
Klubowe
- Brązowy medal mistrzostw Rosji: 2009 z Mierałłurgiem Magnitogorsk
- Srebrny medal mistrzostw Rosji: 2014 z Saławatem Jułajew Ufa